# Waitpinga
Waitpinga är en ort i Australien. Den ligger i regionen Victor Harbor och delstaten South Australia, omkring 75 kilometer söder om delstatshuvudstaden Adelaide. Antalet invånare är 164.
Närmaste större samhälle är Encounter Bay, nära Waitpinga. 
Genomsnittlig årsnederbörd är 766 millimeter. Den regnigaste månaden är juni, med i genomsnitt 142 mm nederbörd, och den torraste är december, med 22 mm nederbörd.